# Glen Goei
Glen Goei (chinês tradicional: 魏銘耀, chinês simplificado: 魏铭耀, pinyin: Wèi Míng Yào; nascido em 22 de dezembro de 1962) é um dos principais diretores de cinema e teatro de Singapura. Seu amplo corpo de trabalho abrange toda a gama de artes cênicas e visuais e inclui cinema, teatro, musicais, shows em larga escala, World Expos, dança, música e design arquitetônico.
Glen Goei foi o diretor artístico da Mu-Lan Arts em Londres de 1990 a 1998. Foi a primeira companhia de teatro asiática a ser estabelecida no Reino Unido. Atualmente, ele é o Diretor Artístico Associado da companhia de teatro de Singapura, W!LD RICE.
O filme de Goei, Forever Fever foi o primeiro filme de Singapura a atingir um lançamento comercial mundial. O filme foi distribuído na América e no Reino Unido pela Miramax, que então o contratou para um acordo exclusivo de três filmes.
Em 1994, ele recebeu o Prêmio Nacional da Juventude por sua contribuição às artes do Primeiro Ministro Goh Chok Tong.

## Vida pregressa
Nascido em 22 de dezembro de 1962 e o mais novo de sete filhos, Goei frequentou a Anglo-Chinese School em Singapura de 1969 a 1980, depois o Jesus College, Universidade de Cambridge, no Reino Unido de 1983 a 1986, onde obteve seu BA Honors, MA em história. Ele passou os dois anos seguintes na Mountview Academy of Theatre Arts, recebendo um Diploma de Pós-Graduação em Drama, e mais tarde estudou cinema na Universidade de Nova Iorque (1994-1995).

## Carreira
A carreira profissional de Goei começou com sua performance indicada ao Olivier Award no papel-título de M. Butterfly, ao lado de Anthony Hopkins, no West End de Londres. Ela cresceu por meio de sua gestão multipremiada como produtor e diretor artístico da Mu-Lan Arts em Londres - a primeira companhia de teatro asiática a ser estabelecida no Reino Unido. As produções da Mu-Lan, como The Magic Fundoshi, ganharam aclamação em Londres, Singapura e no mundo todo - incluindo prêmios de Melhor Peça Original, Melhor Produção e Melhor Comédia no Sunday Times Fringe Awards.
Em 1998, a carreira cinematográfica de Goei começou com seu primeiro longa, Forever Fever (também conhecido como That's The Way I Like It), que ele escreveu, produziu e dirigiu. O filme foi produzido por sua produtora, TigerTiger Productions. Foi o primeiro filme de Singapura a atingir um lançamento comercial mundial após ser escolhido pela Miramax para distribuição na América e no Reino Unido. Após seu sucesso, a Miramax o contratou para um contrato exclusivo de três filmes.
Seu segundo filme, The Blue Mansion, teve seu lançamento comercial em outubro de 2009. Foi exibido nos Festivais Internacionais de Cinema de Busan e Tóquio. Filmado na histórica Mansão Cheong Fatt Tze em Penang, o mistério de assassinato gira em torno de um homem rico que morre repentinamente e retorna como um fantasma para descobrir as circunstâncias que cercam sua morte.
Em 2013, Goei anunciou que o aclamado diretor de fotografia Christopher Doyle estaria filmando seu terceiro filme, Yellow Flowers, também conhecido como The Hangman's Breakfast. Escrito pelo dramaturgo Haresh Sharma, o filme aborda a pena de morte em Singapura, contando a história de uma mãe solteira, Eleanor, no corredor da morte por contrabandear drogas sem saber, seu filho único rebelde que se recusa a visitá-la, a jovem advogada de Eleanor, Nadya, que também tem problemas com sua própria mãe, e o relutante carrasco da prisão, Gopal, que desenvolve uma amizade com Eleanor.
Em 2014, Goei escreveu seu primeiro livro para crianças, Little Red in the Hood, que transplantou o conto de fadas tradicional para um cenário de Singapura. Publicado pela Epigram Books, o livro infantil ilustrado foi ilustrado pela Drewscape, e parte de seus lucros foi para a caridade.
Em 2015, o projeto cinematográfico de Goei, Revenge of the Pontianak, foi selecionado para ser um dos 10 filmes a fazer parte do Berlinale Talent Project Market no Festival Internacional de Cinema de Berlim. Revenge of the Pontianak homenageia os populares filmes de terror malaios produzidos pelos estúdios Shaw e Cathay em Singapura na década de 1950 e é produzido por Tan Bee Thiam. As filmagens começaram na Malásia em 2018, com Gavin Yap se juntando à produção como co-diretor. Revenge of the Pontianak foi lançado nos cinemas em agosto de 2019.
A sustentação do trabalho de Goei no cinema tem sido sua contribuição constante e substancial para o teatro de Singapura, principalmente como Diretor Artístico Associado da aclamada companhia de Singapura, W!LD RICE e diretor frequente da companhia de maior sucesso comercial, Dream Academy. Suas produções para a W!LD RICE incluem sucessos como Boeing Boeing, The Magic Fundoshi, Blithe Spirit, Emily of Emerald Hill, La Cage aux Folles e sua interpretação internacionalmente elogiada de The Importance of Being Earnest. O trabalho de Goei com a Dream Academy inclui os extremamente populares The Revenge of The Dim Sum Dollies, Dim Sum Dollies - The History of Singapore Part 1 and 2, The Little Shop of Horrors e Into The Woods.

## Vida pessoal
Goei é abertamente gay. Ele mora em Singapura com seu parceiro e é um defensor dos direitos LGBT+. Ele é uma figura-chave por trás da campanha Ready4Repeal, uma petição que insta o Governo de Singapura a revogar a Seção 377A do Código Penal, que criminaliza o sexo entre homens adultos mutuamente consentidos.

## Trabalhos

### Teatro
- M. Butterfly, West End, Londres, 1989 - Ator
- Madame Mao's Memories, Londres 1991 e turnê 1993 - Produtor e diretor
- Porcelain, Royal Court Theatre, Londres 1992 - Produtor e diretor
- The Magic Fundoshi, Hammersmith Theatre, Londres 1993 e turnê 1994, 1996 - Produtor e diretor
- Three Japanese Women, Soho Theatre, Londres, 1993 - Produtor e diretor
- Into The Woods, Singapura, 1994 - Diretor
- Kampong Amber, Singapura, 1994 - Ator e diretor
- Land of a Thousand Dreams, Singapura, 1995 - Diretor
- Boeing Boeing, Singapura, 1995 - Diretor
- Godspell, Anglo-Chinese School, Singapura, 2001 - Diretor
- Blithe Spirit, Singapura, 2001 - Diretor
- Boeing Boeing (New Production) Singapura, 2002, 2005 - Diretor
- Revenge of the Dim Sum Dollies, Singapura, 2004 - Diretor
- Aladdin, Singapore, 2004 - Diretor
- The Magic Fundoshi (Nova Produção), Singapura, 2006 - Diretor
- Little Shop of Horrors, Singapura, 2006 - Diretor
- Blithe Spirit, Singapura, 2007 - Diretor
- The Dim Sum Dollies - The History of Singapore, Singapura, 2007/08 - Diretor
- The Importance of Being Earnest, Singapura, 2009 - Diretor
- Boeing Boeing, Singapura, 2010 - Diretor
- Emily of Emerald Hill, Singapura, 2011 - Diretor
- Into The Woods (Nova Produção), Singapura, 2011 - Diretor
- Family Outing, Singapura, 2011 - Diretor
- Aladdin (Nova Produção), Singapura, 2011 - Diretor
- La Cage aux Folles, Singapura, 2012 - Diretor
- The Importance of Being Earnest, Singapura, 2013 - Diretor
- Cook a Pot of Curry, Singapura, 2013 - Diretor
- The House of Bernarda Alba, Singapura, 2014 - Diretor
- The Importance of Being Earnest, Festival de Artes de Macau, 2014 - Diretor
- The Dim Sum Dollies - The History of Singapore Part 2, Singapura, 2014 - Diretor
- Public Enemy, Singapura, 2015 - Diretor
- The Dim Sum Dollies - The History of Singapore Part 1, Singapura, 2015 - Diretor
- Hotel, Singapore, 2015/16 - Diretor
- The Importance of Being Earnest, Festival de Brisbane, 2015 - Diretor
- La Cage aux Folles (Nova Produção), Singapura, 2017 - Diretor
- Hotel, OzAsia Festival, Adelaide, 2017 - Diretor
- Mama White Snake, Singapura, 2017 - Ator
- Supervision, Singapura, 2018 e 2019 - Diretor
- Emily of Emerald Hill, Singapura, 2019 - Diretor
- Merdeka, Singapura, 2019 - Diretor
- ’’The Importance of Being Earnest, 2020 - Diretor
- ’’The Amazing Celestial Race, 2021 e 2022 - Diretor
- ’’Momotaro and the Magnificent Peach, 2021 - Diretor
- ‘’Tartuffe’’, 2022 - Diretor

### Cinema
- Forever Fever (a.k.a. That's The Way I Like It), 1998 - Escritor, Produtor Executivo, Diretor
- Peggy Su!, 1997 - Ator
- The Blue Mansion, 2009 - Produtor Executivo e Diretor
- I Have Loved, 2011 - Ator
- Demons, 2019 - Ator, Produtor
- Revenge of the Pontianak, 2019 - Escritor, Produtor Executivo, Diretor
- Tiong Bahru Social Club, 2019 - Produtor Executivo
- Some Women, 2020  - Produtor Executivo

### Televisão
- Lovejoy, Episódio "Flat Fee", Série de TV, 1992 - Tradutor
- Really Something, Singapura, 2001 - Diretor

### Literatura
- Little Red in the Hood (2014, Epigram Books, ISBN 9789810732233) - Autor

### Desempenho em Larga Escala
- Desfile do Dia Nacional, Singapura 2003–2006 – diretor criativo
- The Arts House, Cerimônia de Abertura, Singapura, 2004 – diretor
- Conferência do COI, Cerimônia de Abertura, Cingapura, 2006 – diretor criativo

### Projeto de Design
- Pavilhão de Singapura, World Expo, Nagoya, Japão, 2004–2005 – diretor criativo
- New Majestic Hotel, Singapura 2006 – Designer Convidado
- One North Bridge Condominium and Offices, 2006 – Designer Criativo
- Bintang Goldhill Condominium, Kuala Lumpur 2008 – Designer criativo

## Prêmios e indicaçõess
- Life! Theatre Award de Melhor Produção e Melhor Diretor, Hotel, 2016[6]
- Life! Theatre Award de Melhor Produção, The Importance of Being Earnest, 2010[7]
- Singapore Press Holdings Entertainment Awards, Melhor Filme e Melhor Diretor, The Blue Mansion, 2010[8]
- Prêmio Nacional da Juventude (Excelência) por Contribuição às Artes, Singapura, 1994
- The Sunday Times Theatre Award de Melhor Produção e Melhor Peça, Porcelain, 1993[8]
- The Sunday Times Theatre Award de Melhor Comédia, The Magic Fundoshi, 1993[8]
- Laurence Olivier Award de Melhor Revelação em Peça (Indicação), 1989/1990